# Balacra umbra
Balacra umbra là một loài bướm đêm thuộc phân họ Arctiinae, họ Erebidae.